# Старый Унтем
Старый Унтем — деревня в Кезском районе Удмуртской республики.

## География
Находится в северо-восточной части Удмуртии на расстоянии приблизительно 18 км на север по прямой от районного центра поселка Кез.

## История
Известна с 1662 года как «починок Унтемской новой» с 8 дворами, в 1678 уже деревня Умтемская с 15 дворами, в XVIII века Унтемская. В 1873 году (починок Унтемской или Сепычь, Караул) 9 дворов, в 1905 (Унтемский или Старый Караул, Вуж-Сепыч) — 23, в 1924 (уже Унтем Старый) — 27. Деревня с 1932 года. Современное название с 1939 года. До 2021 года входила в состав Новоунтемского сельского поселения.

## Население
Постоянное население составляло 131 мужчина (1802), 101 житель (1873), 186 (1905), 184 (1924, все удмурты), 84 человека в 2002 году (удмурты 80 %), 46 в 2012.